# 베르테르 (오페라)

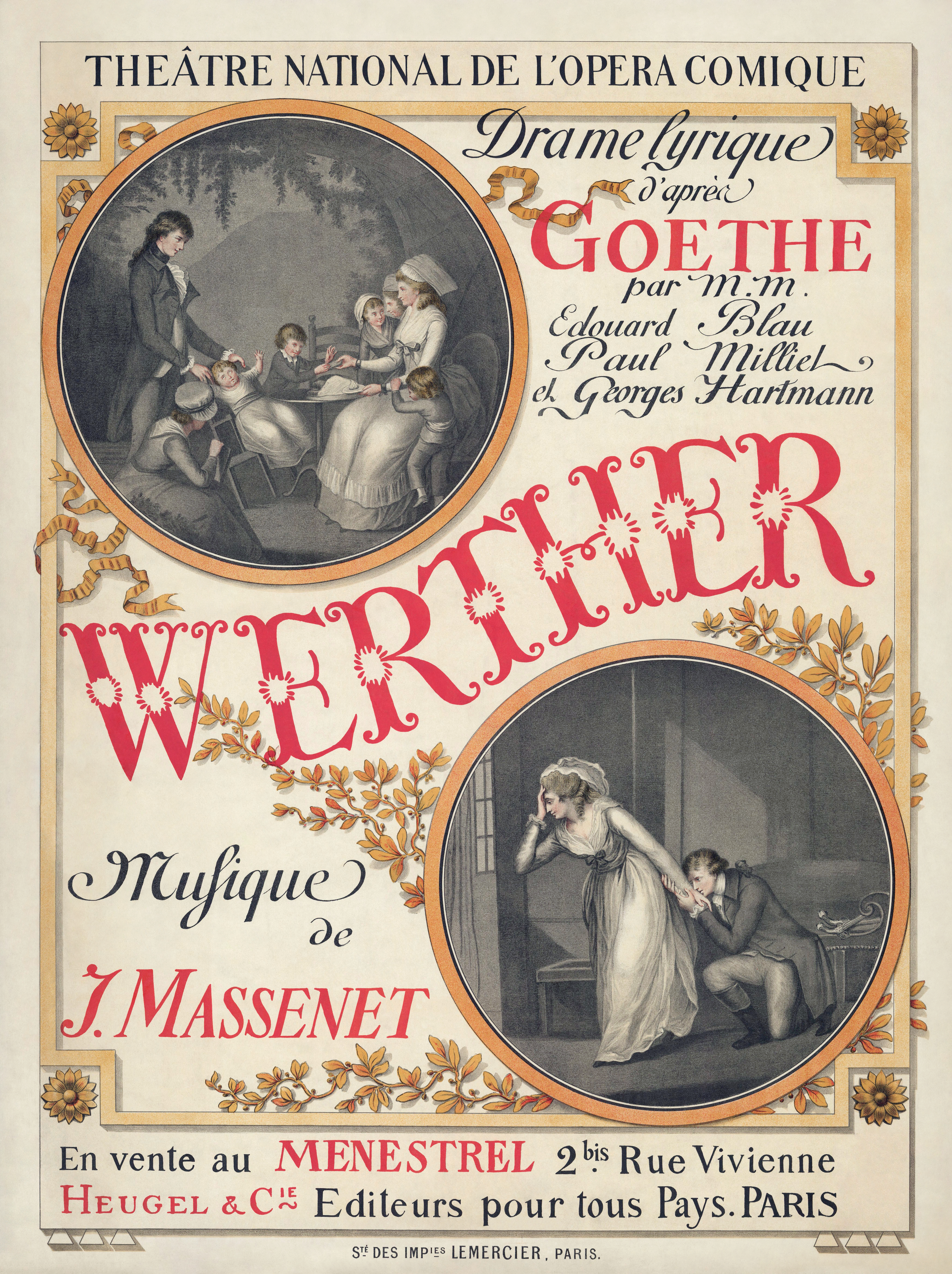

베르테르(Werther)는 쥘 마스네가 작곡한 4막의 드라마 리리크 양식의 오페라이다. 괴테의 소설, 젊은 베르테르의 슬픔(Die Leiden des jungen Werthers)를 기초로 Edouard Blau와 Paul Millier, Georges Hartmann가 프랑스어 대본은 완성하였다. 1892년 2월 16일 빈의 궁정 극장에서 독일어로 초연되었다. 프랑스어로 초연된 것은 1893년 1월 16일, 사라 베르나르 극장을 임시로 사용하던 파리의 오페라 코미크에서이다. 애초의 계획은 오페라 코미크에서 초연할 예정이었으나, 화재로 극장이 소실되는 바람에, 빈에서 초연이 이루어졌다.

## 등장인물
- 샤를로테 - 젊은 아가씨, 20살 - (메조소프라노)
- 소피, 샤를로테의 자매, 15살 - (소프라노)
- 베르테르, 젊은 시인, 23살 - (테너) (1902년 마스네는 악보를 바리톤 역으로 바꾸었다)
- 알버트, 샤를로테의 약혼자, 25살 - (바리톤)
- Le Bailli (The Magistrate), 샤를로테의 아버지, 50살 - (베이스)
- 슈미트, Bailli의 친구 - (테너)
- 요한 Bailli의 친구 - (바리톤)
- 브룰만, 마을 바보, 젊은 시인 - (테너)
- 카헨, 브룰만의 7년동안의 약혼녀 - (메조소프라노)

## 줄거리
- 1780년 7월부터 12월까지.
- 프랑크푸르트 교외지역.

### 1막
ㅁㅎ모뮴ㅎㅁ

## 유명한 아리아
- 1막: 베르테르: "O Nature, pleine de grace"
- 2막: 소피: "Du gai soleil, plein de flame"
- 3막: 샤를로테 : "Va, laisse couler mes larmes"
- 3막: 샤를로테 : "Werther! Qui m'aurait dit /Je vous écris de ma petite chambre." (편지 장면)
- 3막: 베르테르: "Pourquoi me réveiller?"